# ألبرت اتربرغ
ألبرت اتربرغ (بالسويدية: Albert Atterberg)‏ هو عالم كيميائي وزراعي سويدي (ولد في 19 مارس 1846 وتوفي في 4 أبريل 1916) حصل على درجة الدكتوراة في الكيمياء من جامعة أوبسالا في عام 1872، يعرف بإنشأه حدود اتربرغ ومقياس حجم حبيبات التربة الذي مازال مستخدماً حتى اليوم.